# Aut aut
La locuzione latina àut àut, che deriva da un raddoppiamento della congiunzione latina aut, è traducibile in italiano come un "o" disgiuntivo con il significato di "o questo o quello". Una scelta in cui un termine esclude l'altro (ad esempio: aut Caesar, aut nihil "o imperatore o niente"), a differenza di vel...vel, che oppone due termini non necessariamente in contrapposizione tra loro.
Nell'uso comune della lingua italiana però l'espressione "aut aut" è utilizzata anche per definire una scelta biunivoca direzionata "o di qua o di là", e in generale per alludere all'obbligo di esprimere una scelta imposta a chi esita a prendere una posizione.
Come nell'espressione tertium non datur, sta a significare che una terza soluzione non esiste rispetto a una situazione che ne contempla soltanto due.
Data la diffusione dell'espressione, usata anche da molte persone che ignorano il latino, capita con una certa frequenza di vederla scritta come out out (o out-out), quasi che si trattasse di parole inglesi e non latine (a volte tra l'altro con voluta ambiguità, come nel caso di diversi locali che portano questo nome).